# Hazelwood (Missouri)
Hazelwood – miasto w Stanach Zjednoczonych, w stanie Missouri, w hrabstwie St. Louis.